# Année séculaire bissextile
Une année séculaire bissextile est, dans le calendrier grégorien, une année exactement divisible par 400,.

## Caractéristiques
Une année séculaire bissextile combine deux aspects :
- ll s'agit d'une année séculaire, c'est-à-dire que son millésime s'achève par deux zéros ;
- elle est en outre bissextile : elle possède 366 jours au lieu des 365 d'une année commune, un 29 février étant placé comme dernier jour de ce mois.

Dans le calendrier grégorien, seules les années séculaires exactement divisibles par 400 sont bissextiles : les autres années séculaires ne le sont pas. Il s'agit d'une modification des règles du calendrier julien, où toutes les années divisibles par 4 sont bissextiles, ce qui conduit à une année moyenne de 365,25 jours légèrement plus longue que l'année tropique (environ 365,242 2 jours), provoquant au fil du temps une dérive du calendrier par rapport aux équinoxes et aux solstices (une dizaine de jours en 15 siècles, lors de l'abandon progressive du calendrier julien). En supprimant 3 années bissextiles tous les 400 ans, l'année moyenne du calendrier grégorien dure 365,242 5 jours : encore un peu trop long, mais l'avance n'est que de 3 jours en 10 000 ans.
Les années séculaires bissextiles débutent toujours par un samedi. Le 29 février résultant est toujours un mardi et le 31 décembre tombe toujours un dimanche. Les lettres dominicales qui leur sont affectées sont donc toujours BA.
Note
Les jours de début des années séculaires qui sont des années communes varient. L'année séculaire commence un vendredi si le reste obtenu en le divisant par 400 est 100 (comme 1700 ou 2100), mercredi si le reste est 200 (comme 1800) et lundi si le reste est 300 (comme 1900). Les lettres dominicales qui leur sont respectivement affectées sont donc toujours C, E, et G.

## Exemples
Depuis les premières adoptions du calendrier grégorien, seules deux années séculaires ont été bissextiles : 1600 et 2000. La prochaine sera 2400.